# Marcel·lí Vallduví Romeu
Marcel·lí Vallduví Romeu (Reus, 1804 - 1880) va ser un comerciant, polític i militar català.
Defensor de la Constitució de 1812 va ser durant el Trienni liberal un dels dirigents de la "Tertúlia patriótica" que es reunia a Reus al Teatre de les Comèdies, dos cops per setmana, de marcat caràcter liberal i exaltat. Vallduví es destacà per la seva capacitat oratòria. Aquella Tertúlia la dirigien entre d'altres, el doctor Pere Mata i Ripollès, el també metge Jaume Ardèvol, el farmacèutic Antoni Andreu Carrera, el prevere de Sant Pere, Prudenci Marcó Casas, mossèn Pere Rosselló, l'advocat Joan Baptista Simó, el jutge Paulino de los Arcos, el primer alcalde del Trienni Marià Fonts Ciurana i alguns expatriats italians. En aquella època era capità de la Milícia de Reus i va dirigir algunes actuacions a mitjans de 1823 contra els absolutistes. Va ser un dels redactors habituals del periòdic que es va publicar a Reus durant el Trienni, la Diana constitucional política y mercantil de la villa de Reus.
Es dedicava al comerç a l'engròs de vins i aiguardents i era dels més rics de la ciutat. El 1839, va ser regidor a l'ajuntament de Reus amb l'alcalde progressista Pau Font Rocamora, i el 1843 va ser diputat provincial, durant la minoria d'Isabel II. Retirat de la política, es dedicà als seus negocis i va morir a Reus cap el 1880.